# ZiSZ–6
A ZiSZ–6 szovjet gyártmányú, 6×4-es hajtásképletű tehergépkocsi. A kéttengelyes ZiSZ–5-ön alapul, annak nagyobb, továbbfejlesztett változata. A ZiSZ 1934–1941 között gyártotta, összesen 21 239 darab készült belőle. A Vörös Hadsereg a második világháborúban és az azt megelőző években alkalmazta.
1935-ben két kísérleti 28 üléses ZIS-6 Lux buszt szereltek össze egy kiterjesztett ZIS-6 alvázon, 1939-ben pedig egy BA-11 kísérleti páncélos autót készítettek egy 350 mm-rel lerövidített ZIS-6K alvázra (a ZIS-6 alapján). 1940-1941 között egy sor 16 BA-11 páncélozott járművet, ideértve a kísérleti dízel BA-11D-t is, a ZIS-34 megerősített rövid alapú alvázán készítették. A BA-11 sorozatnak 1941-ben kellett volna mennie, de a második világháború kezdete miatt ez valójában kísérleti modell maradt. Az RUS-2 radar, van-rádióállomás, a BZ-35 tartályhajót szintén szerelték a ZIS-6 alvázra elsősorban a repülésben használják, mobil 30 kilowattos AES-4 erőmű, PO-15-8 fényszóró, ZT-5 hangszedő, 3 tonnás AK-3 teherautó daru, Yanvarets teherautó stb. 1939- 1941 év Az RNII alkalmazottai, Guaya I. I. vezetésével, a ZIS-6 alapján egy BM-13 rakétavető (Katyusa) létrehozásával dolgoztak. 1941. június 21-én a Vörös Hadsereg elfogadta a BM-13- at.
A ZiSZ–6 alvázán több speciális rendeltetésű járművet alakítottak ki. Ilyenek voltak az AESZ–4 mozgó generátorállomás, a RAF és a RAF–KV rádióállomások, BZ–35 és BZ–41 üzemanyag-szállító tartálykocsik, a VmZ–34 vízszállító, a ZT–5 hangfelderítő és a PO–15–8 fényszórós gépkocsi. Emellett használták műhelykocsik és daruk alvázaként is. A ZiSZ–6 alvázára építették a BA–11 páncélgépkocsit is.
A második világháború alatt elterjedten használták a BM–13 és a BM–8–24 rakéta-sorozatvetők hordozó járműveként is.
A jármű teherbíró képessége műúton 4 tonna, talajon 2,5 tonna volt. A ZiSZ–5 típusú hathengeres benzinmotorral szerelték fel, amely 73 LE maximális teljesítmény leadására volt képes. Az üzemanyagtartálya 105 literes. A teherplatón 25 fő elhelyezésére volt lehetőség.